# Emili Karlowitsch Medtner

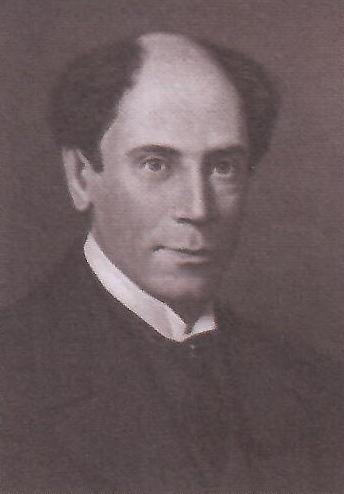
Emili Karlowitsch Medtner

Emili Karlowitsch Medtner (russisch Эмилий Карлович Метнер; * 8. Dezemberjul. / 20. Dezember 1872greg. in Moskau; † 11. Juli 1936 in Pillnitz) war ein russischer Publizist und Literatur- und Musikkritiker (Pseudonym Wolfing u. a.).

## Leben
Medtner war ein Urenkel Friedrich Albert Gebhards, der deutscher Schauspieler und Dramatiker in St. Petersburg und Moskau war.
Medtner studierte an der Kaiserlichen Universität Moskau in der Juristischen Fakultät mit Abschluss 1898. Darauf arbeitete er als Musikkritiker. Er leitete die Musik-Abteilung der Zeitschrift Solotoje Runo (Goldenes Vlies).
Medtners jüngere Brüder Alexander Medtner und Nikolai Medtner wurden Komponisten. Für seinen jüngsten Bruder Nikolai war Medtner Mentor und Impresario. Im Oktober 1902 heiratete Medtner die Geigerin Anna Bratenschi. 1904 liierten sich Anna Bratenschi und Nikolai Medtner und heirateten später nach Bratenschis Scheidung.
Medtner war lange Zeit Andrei Belys philosophischer Mentor und Freund, der Belys Wirken beeinflusste. 1909 gründete Medtner den Verlag Musaget, um Belys Werke ungehindert drucken zu können. Die finanziellen Mittel für den Verlag stellte die Deutsche Hedwig Friedrich zur Verfügung, mit der Medtner sechs Jahre lang liiert war. Der Verlag war das zentrale Organ der Symbolisten und existierte bis zur Oktoberrevolution. Medtner als zentrale Person des russischen Symbolismus wollte den russischen Symbolismus mit der deutschen Kultur Kants, Goethes, Nietzsches und Wagners verbinden.
1912 trennte sich Medtner von Bely, als Medtner sich gegen Belys Anthroposophie stellte und Bely Medtners Begeisterung für die Tiefenpsychologie kritisierte. Medtners Buch über Modernismus und Musik mit seinen grundlegenden Aufsätzen erschien 1912. Ab 1914 lebte Medtner in Zürich.
Als Medtner 1914 die Arbeiten Carl Gustav Jungs kennenlernte, fand er psychoanalytische Erklärungen für seine eigenen persönlichen Probleme. Er wurde Jungs Freund und Kollege und blieb Jungs Anhänger bis zu seinem Tode. Manchmal betätigte sich Medtner sogar als Psychoanalytiker.
1915 organisierte Medtner zusammen mit Rachil Rabinowitsch die Übersetzung von Jungs Buch Wandlungen und Symbole der Libido ins Russische, wofür er in Zürich eine Gruppe emigrierter russischer Juden zusammenstellte. Finanziert wurde die Arbeit von der Rockefeller-Stiftung dank der Hilfe Edith Rockefeller McCormicks. An den Übersetzungen beteiligten sich auch die Menschewiki Alexander Martynow und Semjon Semkowski, so dass das Geld der Standard Oil Company für die unpolitische Arbeit Medtners auch die russische Revolution unterstützte.
Medtner beeinflusste Jungs Denken, so dass die Analytische Psychologie sich nicht dem Intuitivismus und der Anthroposophie Rudolf Steiners annäherte, sondern methodisch auf der Basis des Transzendentalismus Kants blieb. Möglicherweise wurde Jung auch von Medtners rassentheoretischen, antisemitischen und profaschistischen Vorstellungen und seiner Begeisterung für Mussolini und Hitler beeinflusst. 1939 erschien in Zürich die von Medtner redigierte dreibändige Ausgabe ausgewählter Arbeiten Jungs zur analytischen Psychologie in russischer Sprache mit einer Neuauflage 2013.
Der Organist und Komponist Alexander Goedicke war ein Vetter Medtners.